# Amphidelus tasmaniensis
Amphidelus tasmaniensis is een rondwormensoort uit de familie van de Alaimidae. De wetenschappelijke naam van de soort is voor het eerst geldig gepubliceerd in 1929 door Allgén.